# The English Roses
The English Roses är en bilderbok skriven av Madonna med illustrationer av Jeffrey Fulvimari, publicerad 2003. Boken gav upphov till en serie barnböcker vars handling kretsar kring fem skolflickors liv i London och deras problem.
Boken gavs ut på Callaway Editions den 15 september 2003 i över 100 länder på 30 olika språk.